# Obultrônia (gens)
Obultrônia (em latim: Obultronia, pl. Obultroni) era uma obscura família plebeia na Roma Antiga. A maioria dos membros desta gens são conhecidos apenas por inscrições, especialmente um grupo na cidade Casino na região de Lácio, e outro group na cidade Salona na Dalmácia. Obultrônio Sabino, um questor em 56 d.C. foi o único membro dessa gens a obter mais alto. 

## Membros
- Obultrônia, ergueu um monumento a Obultrônio Liraso. [1]
- Aulo Obultrônio Berilo, nomeado em uma inscrição de Salona, na Dalmácia. [2]
- Obultrônia Concórdia, enterrada na Dalmácia, aos sete anos. [3]
- Obultrônia Coríntia, mãe adotiva de Públio Célio Quintiano, uma criança enterrada em Salona, de três anos e nove meses. [4]
- Marco Obultrônio Cultelo, prefeito dos tecidos (praefectus fabrum), nomeado numa inscrição dedicatória de Casino, dirigida ao divino Cláudio. [5]
- Marco Obultrônio M. f. Cultelo, possivelmente o mesmo que o prefeito, foi um dos duúnviros de Casino. [6]
- Obultrônio Eucarpo, ergueu um monumento à sua filha, Concórdia. [3]
- Obultrônia Fortunata, irmã de Clódio Zoilo, sepultada em Salona, aos trinta e dois anos. [7]
- Aulo Obultrônio Grato, um dos séviros mercuriais [i] em Narona, na Dalmácia. [8]
- Aulo Obultrônio Hérmias, ergueu um monumento ao seu filho em Salona. [9]
- Obultrônio A. f. Hérmias, enterrado em Salona. [9]
- Obultrônio Liraso, enterrado em Roma, aos dezoito anos. [1]
- Obultrônia Nicia, nomeada em uma inscrição de Salona. [10]
- Obultrônia Prisca, mãe de Lúcio Estáldio Prisco, um dos duúnviros de Casino. [11]
- Obultrônia M. l. Romana, uma liberta nomeada em uma inscrição de Salona. [12]
- Obultrônio Sabino, questor dos erários em 56 d.C. Um tribuno da plebe chamado Helvídio Prisco travou uma rivalidade privada com Obultrônio Sabino, acusando-o de apropriação indébita de fundos do tesouro, resultando na entrega pelo imperador Nero desta responsabilidade tradicional dos questores a um grupo de prefeitos. Em 68 d.C., Sabino foi injustamente condenado à morte por Galba, na Hispânia. [13] [14] [15]